# مولتون (تگزاس)
مولتون، تگزاس(به انگلیسی: Moulton, Texas) شهری در ایالت تگزاس از ایالات جنوبی ایالات متحده آمریکا است. در سرشماری سال ۲۰۰۰، جمعیت این شهر ۹۴۴ نفر اعلام شد.